# 仪征大发公交K35路
仪征大发公交K35路是仪征市大发汽车运输服务有限公司运营的公交线路，起于南京金牛湖地铁站，终于扬州京华城首末站，途经江苏省南京市六合区、安徽省滁州市天长市、江苏省扬州市仪征市和邗江区四个县级行政区。全长66公里，共67个站点，全程票价10元。
线路开通于2016年8月8日，原由K30路和K35路两条线路组成，共115个站点，后合并运营，并精简了线路。该线路原先的终点站为扬州西部客运枢纽，现已变更至扬州京华城首末站，不再进入西部客运枢纽（但经过该地）。